# توجيه الطاقة ومراقبتها
توجيه الطاقة ومراقبتها (بالإنجليزية: Energy monitoring and targeting، واختصارًا: M&T)، هي تقنية رفع كفاءة استخدام الطاقة التي تستند إلى معيار الإدارة القياسية القائل إنه «لا يمكنك إدارة ما لا يمكنك قياسه». تؤمّن تقنيات توجيه الطاقة ومراقبتها أنظمة هندسة الطاقة وارتجاعات على الممارسات التشغيلية ونتائج برامج إدارة الطاقة وإرشادات حول استخدام مستوى الطاقة المتوقع في فترة معينة، والأهم من ذلك أنها تعطي تحذيراً مبكراً عن الاستهلاك الزائد الغير متوقع للطاقة، والذي من الممكن أن يكون ناجماً عن أعطال في المعدات أو خطأ من المشغل أو سلوكيات المستخدم غير المرغوب فيها أو قلة الصيانة الفعالة وما شابه ذلك.
يكمن جوهر تقنية توجيه الطاقة ومراقبتها في تحديد علاقات استهلاك الطاقة الطبيعية مع العوامل الدافعة ذات الصلة (معدات التدفئة والتهوية وتكييف الهواء والإنتاج على الرغم من الإدخالات والطقس وإشغال ضوء النهار المتاح؛ وما إلى ذلك)، ويُعتبر الهدف منها هو مساعدة مديري الأعمال:
- تعريف وشرح الاستخدام المفرط للطاقة.
- كشف الحالات التي يكون فيها الاستهلاك أعلى أو أقل من الحالة الاعتيادية بشكل غير متوقع.
- تصور اتجاهات استهلاك الطاقة (يومياً وأسبوعياً وموسمياً وتشغيلياً).
- تحديد استخدام الطاقة والتكاليف في المستقبل عند التخطيط لإجراء تغييرات في الأعمال التجارية.
- تشخيص مناطق محددة من الطاقة الضائعة.
- ملاحظة كيفية تأثير التغييرات في العوامل الدافعة ذات الصلة على كفاءة استخدام الطاقة.
- تطوير أهداف الأداء من أجل برامج إدارة الطاقة.
- إدارة استهلاك الطاقة بدلاً من قبولها كتكلفة ثابتة.

يُعتبر التقليل من تكاليف استخدام الطاقة عبر تحسين كفاءة استخدامها الفعال والتحكم في إدارتها؛ هو الهدف النهائي من تطبيق هذه التقنية، بل وتشمل الفوائد الأخرى زيادة كفاءة استخدام الموارد وتحسين ميزانية الإنتاج وخفض انبعاثات الغازات الدفيئة (GHG).

## لمحة تاريخية
توجيه الطاقة ومراقبتها (M&T)، هي تقنية مُعتمدة أُطلقت لأول مرة كبرنامج وطني في المملكة المتحدة عام 1980، وانتشرت منذ ذلك الحين في جميع أنحاء أوروبا. تمثل هذه التقنيات الآن السؤال «متى؟»، فضلاً عن كونها تنمو بسرعة في أمريكا أيضاً.

## الأهداف والفوائد
أُثبت عدد معين من الفوائد المتكررة خلال تنفيذ العديد من مشاريع توجيه الطاقة ومراقبتها منذ الثمانينيات:
- مدخرات تكلفة استهلاك الطاقة: وصلت بشكل عام إلى 5 % من النفقات الأصلية لاستهلاك الطاقة تبعاً ل «ذا كاربون تراست»، وقد أجرت «ذا كاربون تراست» دراسة على أكثر من 1000 شركة صغيرة وخلصت إلى أنه يمكن توفير 5 % كمعدل وسطي.[1]
- تخفيض انبعاثات الغازات الدفيئة: يساعد خفض استهلاك الطاقة في التقليل من انبعاثات هذه الغازات.
- التمويل: تساعد تخفيضات استهلاك الطاقة المُقاسة في الحصول على هبات لتنفيذ مشاريع تحقق كفاءة استهلاك الطاقة.
- تحسين تكلفة المنتج والخدمة: يتيح المقياس التجزيئي تقسيم فاتورة الطاقة بين العمليات المختلفة للصناعة، بل ويمكن حسابه كتكلفة سلعة مُباعة.
- تحسين الميزانية: يمكن أن تساعد تقنيات توجيه الطاقة ومراقبتها في التنبؤ بنفقات الطاقة في حالة حدوث تغييرات في المشروع على سبيل المثال.
- تجنب النفايات: يساعد في تشخيص هدر الطاقة في أي عملية.

## التقنية

### المبادئ الأساسية
تعتمد تقنيات توجيه الطاقة ومراقبتها على ثلاثة مبادئ رئيسية تُشكل دورة ارتجاعية مستمرة؛ وبالتالي تحسن من ضبط استهلاك الطاقة.

#### المراقبة
تتم مراقبة معلومات استهلاك الطاقة من أجل وضع قواعد لإدارة الطاقة وشرح الانحرافات عن نمط ثابت. يُعتبر الهدف الأساسي لعملية المراقبة هو الحفاظ على النمط المُشار إليه من خلال توفير جميع البيانات اللازمة عن استهلاك الطاقة وكذلك بعض العوامل الدافعة كما حُددت خلال التحقيق الأولي (الإنتاج والطقس، إلى آخره..)

#### الإبلاغ
يُعتبر الإبلاغ هو المبدأ الأخير الذي يتيح الضبط المستمر لاستخدام الطاقة وتحقيق الأهداف والتحقق من المدخرات: يجب إصدار التقارير إلى المدراء المناسبين، الأمر الذي يسمح باتخاذ القرارات والإجراءات التي يجب اتخاذها من أجل تحقيق الأهداف؛ وكذلك تأكيد أو نفي بلوغ الأهداف.

### الإجراءات
من الضروري اتخاذ بعض الخطوات التحضيرية قبل تنفيذ تدابير توجيه الطاقة ومراقبتها نفسها، إذ يجب في بداية الأمر تحديد مستهلكي الطاقة الرئيسيين في الموقع. يتركز معظم استهلاك الطاقة بشكل عام في عدد صغير من العمليات مثل التدفئة أو عمل بعض الآلات، ويتطلب هذا الأمر عادةً إجراء مسح معين للمبنى والمعدات لتقدير مستوى استهلاك الطاقة.
من الضروري أيضاً تقييم القياسات الأخرى المطلوبة لتحليل معطيات الاستهلاك بشكل مناسب. تُستخدم هذه البيانات لتخطيط استهلاك الطاقة بشكل بياني: وغالباً ما يكون الإنتاج (لأغراض صناعية) أو درجة الحرارة الخارجية (بغرض التدفئة)؛ من العوامل الأساسية التي تؤثر على الاستهلاك، علماً أنها قد تشمل العديد من المتغيرات الأخرى.
يُتاح البدء بعمليات توجيه الطاقة ومراقبتها بمجرد تحديد جميع المتغيرات المُقاسة وتركيب أجهزة القياس اللازمة.

#### القياس
يُعتبر تجميع البيانات من أجهزة القياس المختلفة هو الخطوة الأولى في توجيه الطاقة ومراقبتها. أُتيحت عروض التغذية الارتجاعية منخفضة التكلفة، ولكن يختلف التردد الذي تُجمع على أساسه البيانات وفقاً للفواصل الزمنية بين التقارير المطلوبة، إذ يمكن أن تصدر مرة واحدة كل 30 ثانية أو كل 15 دقيقة.
من الممكن أخذ بعض القياسات بقراءة مباشرة من أجهزة القياس، بينما يحتاج البعض الآخر أن يُحسب، وغالباً ما تسمى هذه القياسات المختلفة بالتدفقات أو القنوات.
تشكل العوامل الدافعة أيضاً مثل أيام الإنتاج أو أيام الدرجات تدفقات يجب جمعها وفق فترات زمنية متساوية.

#### تحديد الخط الأساسي
يجب تنسيق البيانات المجمعة في مخطط بياني من أجل تحديد خط الاستهلاك العام الأساسي، إذ تُرسم معدلات الاستهلاك في مخطط مبعثر مقابل لخط الإنتاج أو أي متغير آخر حُدد مسبقاً، ثم يُحدد الخط الأكثر ملاءمةً. يعطي المخطط البياني صورة تقديرية لمتوسط أداء الطاقة في الشركة، بل ويوفر الكثير من المعلومات:
- يعطي الأرتوب عند الصفر الحد الأدنى من الاستهلاك في غياب المتغير (لا يوجد إنتاج ويوم الدرجة يساوي الصفر..). هذا هو الحمل الأساسي للنظام؛ والذي يعتبر الحد الأدنى من الاستهلاك إلا في حالة عدم تشغيله.
- يمثل الانحدار (الميل) العلاقة بين الاستهلاك والمتغير المحدد مسبقاً؛ والتي تمثل بدورها كفاءة العملية.
- يُعرف التبعثر بأنه درجة تغير الاستهلاك تبعاً للعوامل التشغيلية.

لا يُستخدم الانحدار من أجل تلبية أغراض توجيه الطاقة ومراقبتها، ويمكن أن يدل الأرتوب عند الصفر مع ذلك على وجود خطأ في العملية يؤدي إلى استهلاك الكثير من الطاقة دون وجود أي إنجاز يُذكر.

#### مراقبة التغيرات
تُعتبر مراقبة الفرق بين الاستهلاك المتوقع والاستهلاك الفعلي المُقاس هي الخطوة التالية لتوجيه الطاقة ومراقبتها، ويمثل «مخطط الرقابة» -وهو مجموع الاختلافات التراكمية- واحدة من أكثر الأدوات المُستخدمة لهذا الغرض شيوعاً. يتضمن هذا المخطط حساب الفرق بين الأداء المتوقع والفعلي أولاً (أفضل انحدار خطي حُدد مسبقاً مع النقاط السابقة ذاتها).
يمكن بعد ذلك رسم مخطط الرقابة مع الزمن على مخطط بياني جديد، مما يتيح مزيداً من المعلومات لأخصائيي كفاءة الطاقة. تعني المتبعثرات المنتشرة حول الصفر عادةً أن العملية تسير بشكل طبيعي، وتدل التباينات الملحوظة المستمرة نحو الزيادة أو النقصان؛ على وجود تغير في ظروف العملية.
يصبح الانحدار مهماً للغاية في حالة الرسم البياني لمخطط الرقابة، إذ يُعتبر أنه المؤشر الرئيسي لتحقيق المدخرات، بمعنى آخر يشير المنحدر الذي ينخفض باستمرار إلى ثبات قيمة المدخرات؛ وأي اختلاف في الانحدار إلى وجود تغير في العملية ككل.